# 人魚姫 (2016年の映画)
『人魚姫』（にんぎょひめ、原題：美人魚、英語題：The Mermaid）は、2016年公開のチャウ・シンチー（周星馳）監督作品。
アジア映画歴代興行収入No.1を樹立し、世界で1億人以上の観客を動員した。

## あらすじ
若き実業家と美しい人魚の恋愛をコミカルに描くファンタジー。開発プロジェクトのトップである実業家と人魚族のかれんな女刺客によるロマンスが繰り広げられる。『ドラゴン・フォー』シリーズなどのダン・チャオ、チャウ・シンチー監督作『ミラクル7号』にも出演したキティ・チャンらが共演。笑いの中にも社会問題を盛り込んだ内容である。
青年実業家のリウ（ダン・チャオ）はリゾート開発のため、香港郊外の海辺にある美しい自然保護区を買収。しかし、そこには絶滅の危機に瀕する人魚族が住んでいた。人魚族は、刺客として美しい人魚のシャンシャン（リン・ユン）を人間の女性に変装させて送り込む。ところがリウとシャンシャンは惹かれ合い、やがて人魚族の存在が人間に知られてしまう。

## キャスト
※括弧内は日本語吹替
- リウ・シュエン - ダン・チャオ（堀江一眞）
- シャンシャン（人魚姫） - リン・ユン（平野綾）
- ルオラン - キティ・チャン（中原麻衣）
- タコ兄 - ショウ・ルオ（加瀬康之）
- リー氏 - ツイ・ハーク（野島昭生）
- ジェン社長 - ジェン・ジーン（岩崎ひろし）
- 人魚の長老 - ファン・シュージェン（沢田敏子）
- ロン・ジェンフェイ - クリス・ウー（三好翼）

## 上映
2016年2月8日、中国で公開された。公開の11日後には、中国の歴代興行収入の第1位を記録した。アメリカ合衆国では2016年2月19日に公開された。日本では2017年1月7日に公開された。

## 評価
Metacriticでは、16件の批評家レヴューで平均値は69点だった。Rotten Tomatoesでは、28件の批評家レヴューで平均値は7点、支持率は93%だった。
『Variety』のマギー・リーは、「中国本土の大作映画としては珍しく、技術的な面が問題にならないほど、充実した物語とカリスマ的なキャストに心を奪われる」と述べた。『Entertainment Weekly』のディラン・キッカムは、笑劇として展開する前半を称賛した一方、活劇に転じる後半は「ものすごく陰惨である」と批判し、本作に「B-」評価を与えた。『The Hollywood Reporter』のエリザベス・カーは、「スウィートでコミカル、時宜を得たエコロジカル・ファンタジー」と本作を評した。